# Jerry Tollbring
Jerry Tollbring (* 13. September 1995 in Norrtälje) ist ein schwedischer Handballspieler, der beim dänischen Verein Ribe-Esbjerg HH unter Vertrag steht.

## Karriere

### Im Verein
Tollbring spielte anfangs bei Rimbo HK. 2013 stieg er gemeinsam mit seinen beiden Brüdern Ken und Jeff sowie seinem Vater Dick, der bei Rimbo HK als Trainer tätig war, in die Elitserien i handboll för herrar auf. Im Jahre 2014 wechselte Tollbring zum Ligakonkurrenten IFK Kristianstad, mit dem er 2015, 2016 und 2017 die Meisterschaft gewann. Er nahm mit Kristianstad am EHF Europa Pokal 2014/15 und der EHF Champions League 2015/16 teil.
Tollbring stand ab der Saison 2017/18 beim deutschen Bundesligisten Rhein-Neckar Löwen unter Vertrag. Mit den Rhein-Neckar Löwen gewann er 2017 und 2018 den DHB-Supercup sowie 2018 den DHB-Pokal. Im Sommer 2021 wechselte er zum dänischen Erstligisten GOG. In der Saison 2021/22 wurde Tollbring mit 203 Treffern Torschützenkönig der höchsten dänischen Spielklasse. Am 25. Mai 2022 stellte Tollbring einen neuen dänischen Ligarekord für Saisontore auf. Zudem wurde er als bester Linksaußen in das All-Star-Team der Håndboldligaen gewählt. Mit GOG wurde er 2022 und 2023 dänischer Meister und 2023 Pokalsieger.
Tollbring stand ab der Saison 2023/24 beim deutschen Bundesligisten Füchse Berlin unter Vertrag. In der Saison 2024/25 gewann er mit den Füchsen den ersten Meistertitel der Vereinsgeschichte.
Im Sommer 2025 wechselte er aus familiären Gründen zum dänischen Erstligisten Ribe-Esbjerg HH.

### In Auswahlmannschaften
Im Sommer 2015 spielte der 1,82 Meter große Linksaußen mit der schwedischen Juniorennationalmannschaft bei der U-21-Weltmeisterschaft in Brasilien. Tollbring, der bisher 71 Länderspiele für die Schwedische Nationalmannschaft bestritt, nahm an der Europameisterschaft 2016 in Polen teil. Im Juli 2016 wurde er vom schwedischen Nationaltrainer-Gespann Ola Lindgren und Staffan Olsson in den Kader für die Olympischen Spiele 2016 in Brasilien berufen. Bei der Handball-Europameisterschaft 2018 gewann Jerry Tollbring mit der schwedischen Nationalmannschaft die Silbermedaille.

## Sonstiges
Tollbring ist mit der norwegischen Handballspielerin Nora Mørk liiert. Im Mai 2025 kam ihre Tochter zur Welt. Seine Schwester Cassandra spielt ebenfalls professionell Handball.